# Крайні точки Японії

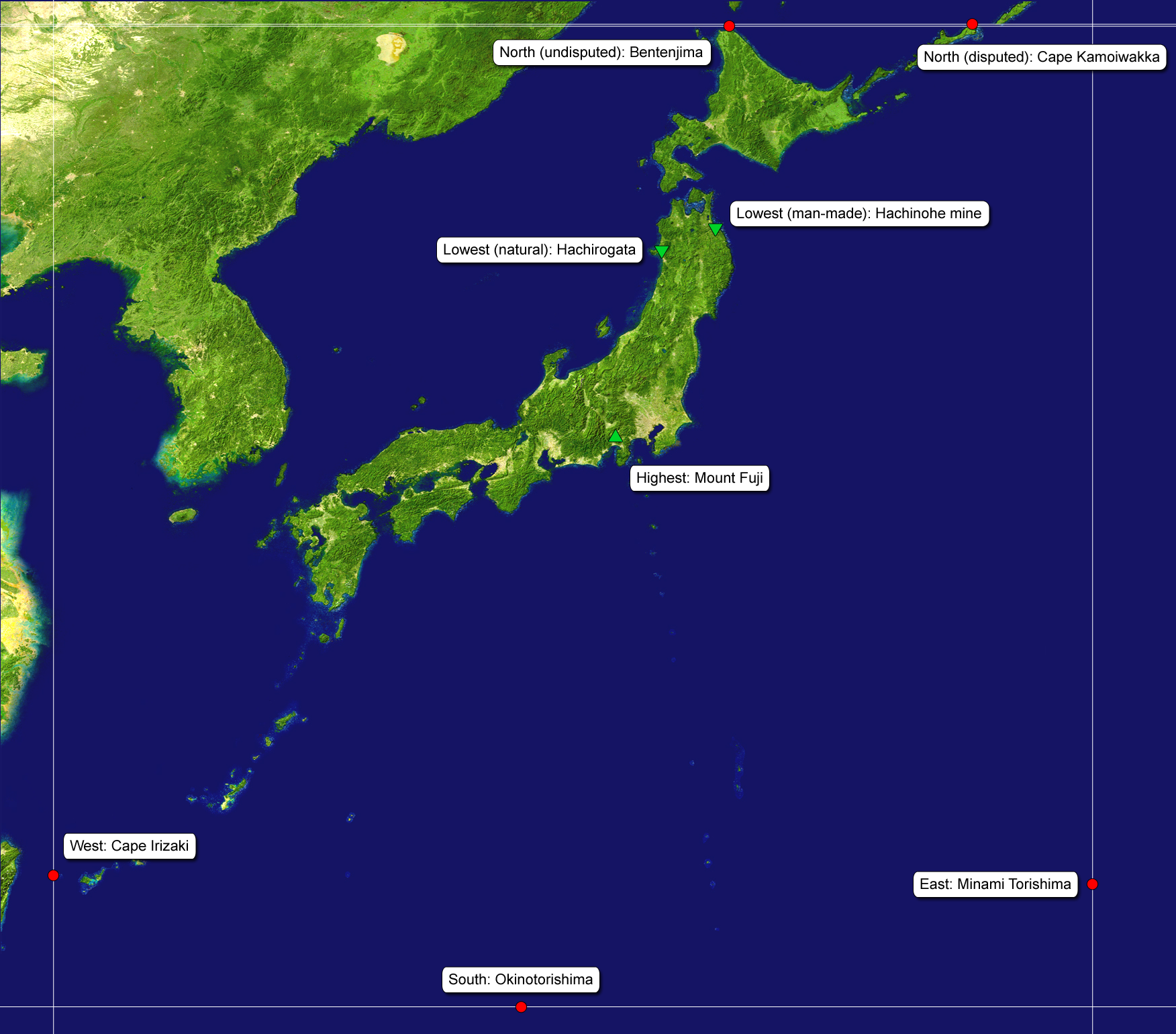
Крайні північна, південна, західна і східна точки Японії, а також крайні висоти

Крайні точки Японії включають в себе координати найпівнічнішої, найпівденнішої, найзахіднішої і найсхіднішої точок Японії, а також координати крайніх висот: найвищої та найнижчої точок. Оскільки Японія розташована на Японському архіпелазі, що складається з 6852 островів, і не всі острови є заселеними, багато крайніх точок розташовані на дрібних незаселених островах (а саме, крайні північна, південна і східна точки Японії), тільки крайня західна точка розташована на заселеному острові. Відстань між крайніми північною і південною точками становить понад 2800 кілометрів, між крайніми західною і східною точками більше 3100 кілометрів. Нижче наведено список як загальних крайніх точок Японії, так і список крайніх точок заселених островів, а також список крайніх точок основних чотирьох островів, що складають 97 % території Японії, і список крайніх висот.

## Крайні точки

### Загальні крайні точки
- Північна точка — острів Бентен-Дзіма. Належить до префектури Хоккайдо.

45°31′38″ пн. ш. 141°55′06″ сх. д. / 45.52722° пн. ш. 141.91833° сх. д.
- Південна точка — острів Окіноторі. Належить до префектури Токіо.

20°25′31″ пн. ш. 136°04′11″ сх. д. / 20.42528° пн. ш. 136.06972° сх. д.
- Західна точка — мис Іридзакі[en] (острів Йонаґуні). Належить до префектури Окінава.

24°26′58″ пн. ш. 122°56′01″ сх. д. / 24.44944° пн. ш. 122.93361° сх. д.
- Східна точка — острів Мінамі-Торісіма. Належить до префектури Токіо.

24°16′59″ пн. ш. 153°59′11″ сх. д. / 24.28306° пн. ш. 153.98639° сх. д.

### Крайні точки заселених островів
- Північна точка — мис Соя (Хоккайдо).

45°31′22″ пн. ш. 141°56′11″ сх. д. / 45.52278° пн. ш. 141.93639° сх. д.
- Південна точка — острів Хатерума. Належить до префектури Окінава.

24°2′59″ пн. ш. 123°48′18″ сх. д. / 24.04972° пн. ш. 123.80500° сх. д.
- Західна точка — мис Іридзакі (острів Йонагуні). Належить до префектури Окінава.

24°26′58″ пн. ш. 122°56′01″ сх. д. / 24.44944° пн. ш. 122.93361° сх. д.
- Східна точка — мис Носаппу (Хоккайдо).

43°23′06″ пн. ш. 145°49′03″ сх. д. / 43.38500° пн. ш. 145.81750° сх. д.

### Крайні точки чотирьох основних островів
Чотирма найбільшими островами Японії є Хонсю, Хоккайдо, Кюсю і Сікоку. Нижче наведено список крайніх точок основних японських островів.
- Північна точка — мис Соя (Хоккайдо).

45°31′22″ пн. ш. 141°56′11″ сх. д. / 45.52278° пн. ш. 141.93639° сх. д.
- Південна точка — мис Сата (префектура Кагосіма, Кюсю).

30°59′39″ пн. ш. 130°39′38″ сх. д. / 30.99417° пн. ш. 130.66056° сх. д.
- Західна точка — мис Кодзакіхана (мис) (префектура Нагасакі, Кюсю).

33°13′04″ пн. ш. 129°33′09″ сх. д. / 33.21778° пн. ш. 129.55250° сх. д.
- Східна точка — мис Носаппу (Хоккайдо).

43°23′06″ пн. ш. 145°49′03″ сх. д. / 43.38500° пн. ш. 145.81750° сх. д.

#### Хоккайдо
- Північна точка — мис Соя.

45°31′22″ пн. ш. 141°56′11″ сх. д. / 45.52278° пн. ш. 141.93639° сх. д.
- Південна точка — мис Сіракамі.

41°23′51″ пн. ш. 140°11′51″ сх. д. / 41.39750° пн. ш. 140.19750° сх. д.
- Західна точка — мис Обана.

42°18′11″ пн. ш. 139°46′01″ сх. д. / 42.30306° пн. ш. 139.76694° сх. д.
- Східна точка — мис Носаппу.

42°18′11″ пн. ш. 139°46′01″ сх. д. / 42.30306° пн. ш. 139.76694° сх. д.

#### Хонсю
- Північна точка — мис Ома.

41°32′47″ пн. ш. 140°54′45″ сх. д. / 41.54639° пн. ш. 140.91250° сх. д.
- Південна точка — мис Сіоно.

33°25′59″ пн. ш. 135°45′45″ сх. д. / 33.43306° пн. ш. 135.76250° сх. д.
- Західна точка — мис Бісянохана.

34°6′39″ пн. ш. 130°51′37″ сх. д. / 34.11083° пн. ш. 130.86028° сх. д.
- Східна точка — мис Тодогасакі.

39°32′52″ пн. ш. 142°4′20″ сх. д. / 39.54778° пн. ш. 142.07222° сх. д.

#### Сікоку
- Північна точка — мис Такей.

34°24′01″ пн. ш. 134°08′12″ сх. д. / 34.40028° пн. ш. 134.13667° сх. д.
- Південна точка — мис Асідзурі.

32°43′19″ пн. ш. 133°00′19″ сх. д. / 32.72194° пн. ш. 133.00528° сх. д.
- Західна точка — мис Сада.

33°20′38″ пн. ш. 132°00′45″ сх. д. / 33.34389° пн. ш. 132.01250° сх. д.
- Східна точка — мис Гамода.

33°50′03″ пн. ш. 134°45′00″ сх. д. / 33.83417° пн. ш. 134.75000° сх. д.

#### Кюсю
- Північна точка — контейнерний термінал Татінора.

33°58′11″ пн. ш. 131°00′07″ сх. д. / 33.96972° пн. ш. 131.00194° сх. д.
- Південна точка — мис Сата.

30°59′39″ пн. ш. 130°39′38″ сх. д. / 30.99417° пн. ш. 130.66056° сх. д.
- Західна точка — мис Кодзакіхана.

33°13′04″ пн. ш. 129°33′09″ сх. д. / 33.21778° пн. ш. 129.55250° сх. д.
- Східна точка — мис Цурумі.

32°55′59″ пн. ш. 132°05′07″ сх. д. / 32.93306° пн. ш. 132.08528° сх. д.

## Крайні висоти
- Найнижча точка (штучна) — кар'єр Хатінохе (-170 м)

40°27′10″ пн. ш. 141°32′16″ сх. д. / 40.45278° пн. ш. 141.53778° сх. д.

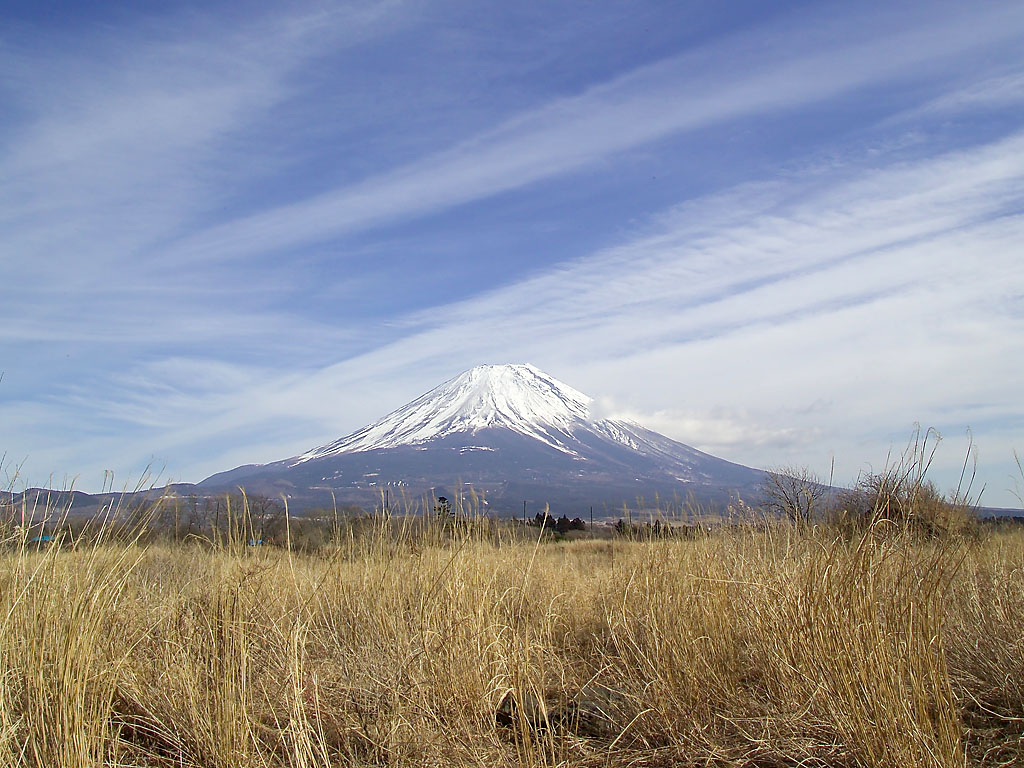
Фудзіяма

- Найнижча точка (природна) — рівень озера Хатіроґата (-4 м)

39°54′50″ пн. ш. 140°01′15″ сх. д. / 39.91389° пн. ш. 140.02083° сх. д.
- Найвища точка — Фудзіяма (3776 м)

35°21′29″ пн. ш. 138°43′52″ сх. д. / 35.35806° пн. ш. 138.73111° сх. д.